# Настановна серія
Установча серія — перша промислова партія, виготовлена в період освоєння виробництва за технічною документацією серійного або масового виробництва з метою підтвердження готовності виробництва до випуску продукції зі встановленими вимогами і в заданих обсягах.
Після випуску установчої серії, як правило проводять різні контрольні випробування (кваліфікаційні випробування) зразків продукції з цієї серії, з метою оцінки готовності виробництва до випуску продукції даного типу в заданому обсязі. Якщо програмою з постановки на виробництво не передбачається виготовлення  дослідних зразків, то для виявлення необхідності коригування  конструкторської документації, як правило проводять контрольні випробування (приймальні випробування) першого зразка ( або партії) продукції з установчої серії, за результатами цих випробувань проводиться коригування конструкторської документації і, при необхідності, доведення всієї серії до відповідності доопрацьованій документації.
За ЕСКД (ГОСТ 2.103) випуск установчої серії проводиться за «робочою конструкторською документацією» - тобто це один із завершальних етапів розробки конструкторської документації для серійного або масового виробництва.
Випуск установчої серії є також одним з найважливіших контрольних етапів технологічної підготовки виробництва, що характеризує як весь технологічний процес виготовлення та випробувань продукції, так і його оснащення.